# Fóton (Marvel Comics)
Genis-Vell é filho do super-herói da Marvel Comics Mar-Vell.Ele é conhecido também como Legado, Marv e atualmente Fóton. Genis nasceu depois do pai ter morrido por causa de um câncer. Ele já teve sua própria revista que no Brasil era editada pela Panini Comics e com o nome de Quarteto Fantástico & Capitão Marvel. Sua primeira aparição foi em Silver Surfer Annual #6 (1993). Foi criado por Ron Marz e Ron Lim.

## Capitão Marvel
Como Capitão Marvel, Genis herdou a missão e as capacidades de seu pai: recebeu a missão de proteger o universo de grandes ameaças. O que ajudava ele a fazer isso é a sua Consciência Cósmica que o fazia compreender o Cosmo. Era ligado através de seus braceletes de poder com Rick Jones, que na época era casado com Marlo. Os três se meteram em grandes aventuras até Genis cortar a ligação que tinha com o jovem herói.

## Insanidade
Como Genis não compreendia muito bem a sua Consciência Cósmica, ele acabou por enlouquecer e colocar o universo em perigo. Isso fez com que Elysius, sua mãe, usasse seu DNA e desse origem a sua irmã Phyla-Vell.
Nessa época ele se defrontou com oponentes poderosos tais como Asgardianos, Krees, Shi'ar e Skrulls.

## Thunderbolts
Ele entrou para os Novos Thunderbolts com o intuito de se curar dos desequilíbrios mentais e melhorar como herói. Em uma de suas primeiras aventuras, Atlas o jogou no mar e lá ele se metamorfoseou em um novo herói:Fóton.
Depois disso ampliou seus poderes e controle, mas ainda sim continua em busca de remição e busca pelo seu eu-interior.

## Poderes e habilidades
- Consciência Cósmica ;
- Com seus braceletes possui a capacidade de absorver a energia fotocinética do universo;
- Capacidade de voar;
- Atirar raios poderosos;
- Força e resistência.
- Quando Rick Jones era seu parceiro, podia se teletransportar para diferentes lugares, incluindo a Zona Negativa.